# NGC 2361
NGC 2361 is een emissienevel in het sterrenbeeld Grote Hond. Het hemelobject werd op 25 februari 1887 ontdekt door de Franse astronoom Guillaume Bigourdan.